# Henryk Skrzypkowski
Henryk Skrzypkowski – polski prezbiter baptystyczny, były zastępca przewodniczącego Rady Kościoła Chrześcijan Baptystów w RP.

## Życiorys
W latach 1994–2000 był pastorem zboru w Chełmie i obecnie ponownie jest jego pastorem. W kadencjach 2013–2017 i 2017–2021 reprezentował w Prezydium Rady Kościoła – Okręg Lubelski, będąc również zastępcą przewodniczącego Rady Kościoła pastora Mateusza Wicharego. W kadencji 2021–2025 został ponownie członkiem Prezydium Rady Kościoła. Henryk Skrzypkowski zasiada także w Radzie Wyższego Baptystycznego Seminarium Teologicznego w Warszawie.
W 2014 został odznaczony wraz z żoną Bogumiłą przez prezydenta RP Bronisława Komorowskiego Złotym Krzyżem Zasługi. Wraz z innymi polskimi duchownymi należącymi do ewangelicznych Kościołów opowiedział się w otwartym liście przeciwko deklaracji LGBT+ podpisanej przez prezydenta Warszawy Rafała Trzaskowskiego.